# Teslomierz
Teslomierz – przyrząd do pomiaru indukcji magnetycznej bądź natężenia pola magnetycznego. Składa się z przetwornika pola magnetycznego w sygnał elektryczny oraz układu do pomiaru sygnału.
Podział teslomierzy:
- hallotronowe,
- rezonansowe,
- indukcyjne,
- transduktorowe.